# ジェイ・スタンスフィールド
ジェイ・スタンスフィールド（Jay Stansfield、2002年11月24日 - ）は、イングランド・ティヴァートン出身のサッカー選手。バーミンガム・シティFC所属。ポジションはFW。

## クラブ経歴
2019年8月、チャンピオンシップに所属していたフラムFCとプロ契約を交わし、2020年1月4日のFAカップアストン・ヴィラFC戦にて、82分にジョシュ・オノマーとの途中交代でフラムでのトップチームデビューを果たした。フラムでのプロ初ゴールは、2021年8月24日のEFLカップバーミンガム・シティFC戦である。
2022年8月13日、ウルヴァーハンプトン・ワンダラーズFCとの試合でプレミアリーグデビューを果たした。
同年9月2日、ユース時代に在籍していたエクセター・シティFCへレンタル移籍。
2023年8月24日、2023-24シーズンはバーミンガム・シティFCへレンタル移籍することが決定した。バーミンガムでは43試合に出場し、チームトップの12ゴールを記録したものの、チームは24チーム中22位で終え、1994-95シーズン以来となる3部降格となった。

## 代表経歴
U-18イングランド代表とU-20イングランド代表での出場歴がある。U-20代表では、世代別代表での初得点を記録した。

## 人物
父親のアダム・スタンスフィールドもサッカー選手であり、主に国内の下部リーグを転々とした。ただ、2010年に大腸癌のために31歳の若さで亡くなっている。その後、生前最後に在籍していたエクセターはアダムが背負った9番を永久欠番となり、9年後の2020年からアカデミー出身選手だけが背負う形で復活させ、2022-23シーズンにレンタル移籍で加入した際に、ジェイが9番を背負うことになった。